# Labdácidas
A Dinastia dos Labdácidas foi a casa dinástica que fundou e reinou sobre a cidade de Tebas, na Grécia Antiga, de acordo com a mitologia grega. À casa pertenceram alguns dos célebres personagens da mitologia e do teatro clássico, como Édipo e Antígona. Seu nome se deve a Lábdaco, o terceiro rei de Tebas. Os labdácidas acabaram exterminados no conflito fratricida dos Sete contra Tebas (contada na peça de mesmo nome de Ésquilo).
Os labdácidas também foram imortalizados como personagens da Trilogia Tebana de Sófocles.

## Árvore genealógica
- Cadmo c.c. Harmonia
  - Penteu
    - Polidoro c.c. Nictéia (filha de Nicteu, sobrinha de Lico)
      - Lábdaco c.c. ??
        - Laio c.c. Jocasta (irmã de Creonte, usurpador após a morte de Polínice e Eteocles)
          - Édipo c.c. Jocasta
            - Polínice
              - Tersandro
                - Tisâmeno
                  - Autesion

            - Eteocles
            - Ismênia
            - Antígona